# Cacia aspersa
Cacia aspersa là một loài bọ cánh cứng trong họ Cerambycidae.